# Astrocles djakonovi
Astrocles djakonovi is een zeester uit de familie Freyellidae.
De wetenschappelijke naam van de soort werd in 1964 gepubliceerd door E.N. Gruzov.